# Lamproptera meges

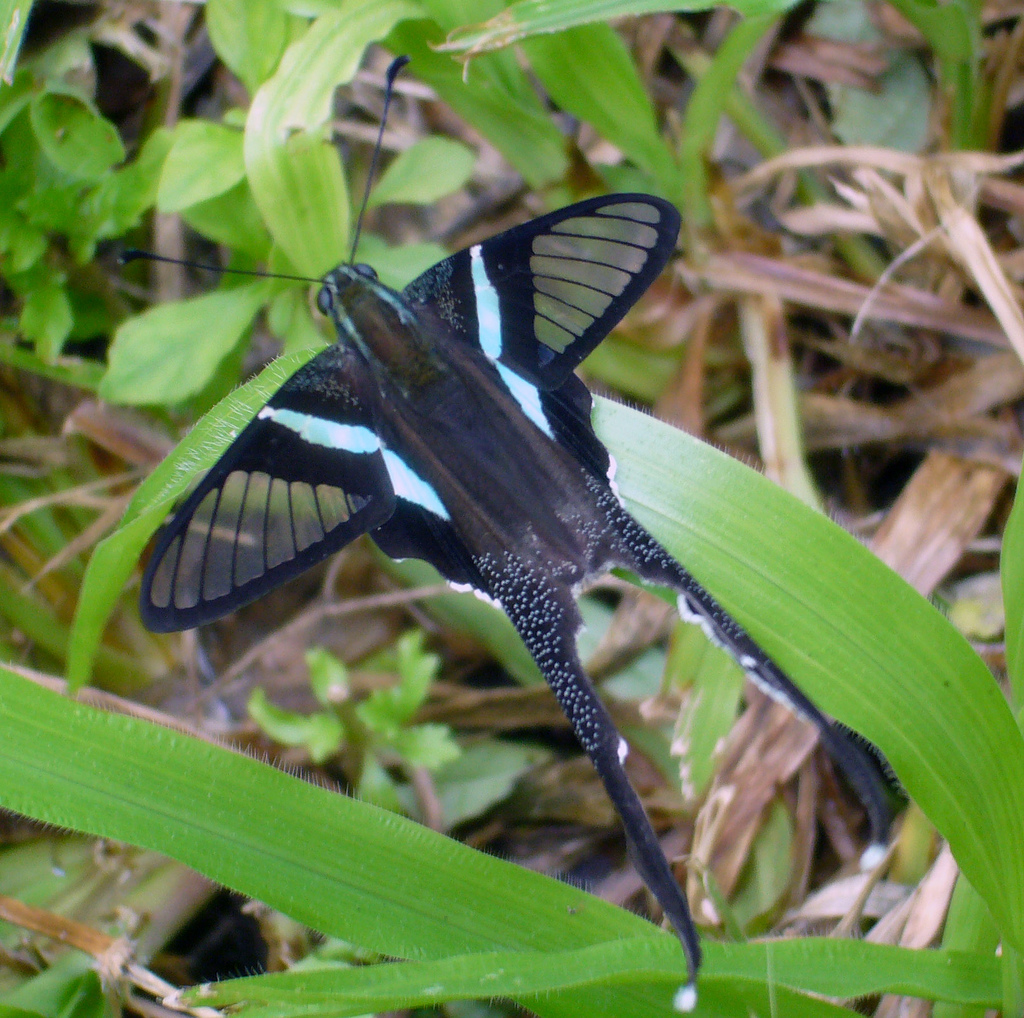
Mariposa cola de dragón verde en reposo.

La cola de dragón verde (Lamproptera meges) es una especie de lepidóptero ditrisio de la familia Papilionidae. Se encuentra en partes del sur y sudeste de Asia. Hay diez subespecies. Un espécimen de Java es la especie tipo del género. .

## Descripción
Es una especie pequeña, de entre 4 y 5.5 centímetros (1.6 to 2.2 in) de envergadura. Esta especie posee un esquema básico de color blanco y negro. Posee una larguísima cola con punta blanca, casi tan grande como el resto de las alas de 25 a 40 milímetros (0.98 to 1.57 in). Las alas frontales son translúcidas, parecidas al vidrio destacando en ellas su venación como delgadas líneas negras con un borde negro. También tiene una banda blanca que atraviesa las cuatro alas (lo que la distingue de Lamproptera curius la otra especie del género). Esta banda continúa sobre el ala trasera negra que lleva la cola larga y el pliegue abdominal prominente. En esta especie las bandas son de un color verde pálido, mientras que en la especie más estrechamente relacionada Lamproptera curius son blancas. Los machos y hembras son muy parecidos, pero la hembra es más opaca y tiene un surco de cópula ventral antes de la punta del abdomen. Los machos de esta especie no tienen la marca sexual (órgano aromático) presente en Lamproptera curius.

## Distribución
La mariposa cola de dragón verde se encuentra en el noreste de la India, en los estados de Assam, Arunachal Pradesh, Manipur y Nagaland.También se encuentra en Myanmar, Tailandia, Laos, Vietnam, el sur de China (incluido Hainan), Camboya, Malasia peninsular y oriental, el archipiélago indonesio, Brunéi y Filipinas. En Indonesia, se encuentra en las islas de Sulawesi, Kalimantan, Nias, Bangka y Java.En 2006, se informó de Zhangjiajie de la provincia de Hunan.

## Estatus de la especie
La mariposa no se considera amenazada pero si se considera vulnerable y en necesidad de protección en Malasia peninsular.
En un estudio de ensambles de cola de golondrina en el bosque de reserva Rani-Garbhanga en Assam en 2003 y 2004, se descubrió que las colas de dragón (especies de Lamproptera) tienen una de las abundancias medias más bajas; tanto L. meges como L. curius se encuentran en huecos (parches abiertos) así como en bosques cerrados. Un informe de 2004 había sugerido anteriormente que el estado de la cola de dragón verde en el Bosque de Reserva Garbhanga era "muy raro"; más tarde, se observaron un total de 108 mariposas del género Lamproptera durante la encuesta de 2003 y 2004, el desglose por especies no se publicó.

## Ciclo de vida
Los huevos de la mariposa son de un color verde pálido, esféricos y translúcidos. De ellos emerge una oruga de color verde oscuro con puntos negros que se alimenta de la planta Illigera burmanica King (familia Hernandiaceae). En Filipinas, la mariposa también se ha registrado en especies de Zanthoxylum (Rutaceae).

## Subespecies
- L. m. meges Sumatra, Java, Borneo
- L. m. ennius (C. & R. Felder, 1865) Sulawesi norte, Sulawesi central
- L. m. akirai Tsukada & Nishiyama, 1980 Sulawesi sur
- L. m. virescens (Butler, [1870]) Burma, Vietnam, Tailandia, Malasia peninsular, Haina
- L. m. annamiticus (Fruhstorfer, 1909)   Tailandia este, Vietnam sur
- L. m. pallidus (Fruhstorfer, 1909) Vietnam norte
- L. m. niasicus (Fruhstorfer, 1909) Nias
- L. m. decius (C. & R. Felder, 1862) Filipinas
- L. m. pessimus Fruhstorfer, 1909 Filipinas (Palawan, Balabac, Dumaran)
- L. m. amplifascia Tytler, 1939 Yunnan, Burma